# Samen (Kevin)
Samen is een lied van de Nederlandse rapper Kevin in samenwerking met zangeres Yade Lauren. Het werd in 2021 als single uitgebracht en stond in hetzelfde jaar als zesde track op het album Grote versnelling van Kevin.

## Achtergrond
Samen is geschreven door Rafael Maijnard, Jaa Keje Degreef, Kevin de Gier, Jade Lauren Clevers en Joey Moehamadsaleh en geproduceerd door Jordan Wayne. Het is een nummer uit het genre nederhop. In het lied wordt er gezongen over een relatie en over de twee wel samen kunnen zijn en wat de ander moet doen om er voor te zorgen dat ze bij elkaar blijven. Van het lied werd er ook een akoestische versie uitgebracht. De single heeft in Nederland de gouden status.
Het is niet de eerste keer dat de twee artiesten met elkaar samen werken. Eerder succesvolle nummers waar beide artiesten op te horen waren, zijn onder andere Als ik je niet zie en Praat met mij. Ze herhaalden de samenwerking nogmaals op Swim deep en Trust.

## Hitnoteringen
De artiesten hadden verschillend succes met het lied in Nederland. Het piekte op de vierde plaats van de Single Top 100 en stond 21 weken in deze hitlijst. De Top 40 werd niet bereikt; het lied bleef steken op de eerste plaats van de Tipparade.